# Carl Beck (Politiker, 1822)
Carl Beck (* 24. April 1822 in Kohlgrund; † 25. Juni 1884 in Mengeringhausen) war ein deutscher Politiker und Pfarrer.

## Leben
Beck war der Sohn des Forstmeisters Christian Beck und dessen Ehefrau Beata geborene Köhler. Er heiratete am 18. Mai 1849 in Meringhausen Caroline Wilhelmine Adelheid Engelhard.
Er studierte in Jena Philosophie und Theologie. Während seines Studiums wurde er 1841 Mitglied der Burschenschaft auf dem Burgkeller, dann beim Fürstenkeller und 1843 wieder beim Burgkeller, bevor er 1843 Mitgründer der Burschenschaft auf dem Bären wurde. 1845 wurde er beim Gymnasium in Korbach angestellt, wo er 1854 Konrektor wurde. 1849 bis 1850 war er für den XI. Wahlkreis Abgeordneter im Landtag von Waldeck-Pyrmont. 1864 wurde er Pfarrer in Nieder-Ense, 1876 in Rhoden.